# Geolycosa ashantica
Geolycosa ashantica är en spindelart som först beskrevs av Embrik Strand 1916.  Geolycosa ashantica ingår i släktet Geolycosa och familjen vargspindlar.
Artens utbredningsområde är Ghana. Inga underarter finns listade i Catalogue of Life.